# Thôi Hạo
Thôi Hạo (chữ Hán: 崔顥, ? - 450), tên tự là Bá Uyên (伯淵), tên lúc nhỏ là Đào Giản (桃簡) nguyên quán ở Thành Đông Vũ, quận Thanh Hà, là chính trị gia hoạt động vào đầu thời Nam Bắc triều trong lịch sử Trung Quốc. Thôi Hạo dùng tài học của mình mà liên tục thăng tiến và nắm giữ các chức vụ quan trọng trong triều Bắc Ngụy, trải qua ba đời hoàng đế Đạo Vũ, Minh Nguyên, Thái Vũ, quan chức tới Tư đồ ( Thừa Tướng) và là một mưu thần có cống hiến rất lớn cho công cuộc thống nhất miền Bắc của Bắc Ngụy Thái Vũ Đế. Tuy nhiên sau cùng, ông bị gán tội mưu phản rồi bị xử tử cùng với 9 họ.

## Tiểu sử

### Thời trẻ
Thôi Hạo là con trai trưởng của Bạch Mã công Thôi Hoành (tự Huyền Bá), khai quốc công thần và trọng thần trong những năm đầu Bắc Ngụy, mẹ là Lư thị, cháu gái Lư Kham. Theo Ngụy thư, liệt truyện quyển 23, Thôi Hạo từ nhỏ đã thích văn học, biết nhiều kinh sử, giỏi về đạo và tinh thông âm dương ngũ hành. Những năm Thiên Hưng đời Bắc Ngụy Đạo Vũ Đế, Thôi Hạo được triều đình Bắc Ngụy phong làm Cấp sự bí thư, sau lại đổi thành Tác phẩm lang.
Những năm cuối đời, Bắc Ngụy Đạo Vũ Đế, vua đầu tiên của Bắc Ngụy thay đổi tâm tính, trở nên tàn ác hiếu sát. Rất nhiều đại thần, tôn thất mặc dù chỉ phạm lỗi nhỏ, hay can gián, hay xu nịnh vua đều không được Đạo Vũ Đế vừa lòng và đều bị đối xử tàn bạo hoặc bị giết chết khiến triều chính trong những năm này trở nên rối loạn. Thôi Hạo cố gắng giữ mình, cố gắng làm hài lòng Đạo Vũ Đế, cũng không dám xu nịnh tâng bốc mà tỏ ra cần cù, vì thế mới thoạt được nạn.
Khi Ngụy Thái Vũ Đế bị giết năm 409, Thanh Hà vương Thác Bạt Thiệu ra sức dụ dỗ cha con Thôi Hạo về phe mình nhưng Thôi Hoành nhất quyết không theo. Đến khi Ngụy Thái Tông (Minh Nguyên Đế) giết được Thiệu và lên nối ngôi, đã khen ngợi Thôi Hoành và phong ông làm Bạch Mã công, còn Thôi Hạo giữ chức Bác sĩ tế tửu, tước Vũ Thành tử, giúp Thái Tông về việc văn thư.

### Thần cơ diệu toán
Bắc Ngụy Minh Nguyên Đế thích âm dương thuật số, lại nghe tiếng Thôi Hạo có nghiên cứu về các sách Hồng Phạm và Kinh Dịch, bèn sai ông bói việc lành dữ để thử tài. Thôi Hạo vốn có tài ấy, nên thường đoán đúng, vì thế ông được Thái Tông tin tưởng và giữ lại làm mưu thần bên cạnh. Kể từ năm 414, Ngụy Thái Tông lại yêu cầu Thôi Hạo giảng giải cho mình về hai quyển sách thần bí này. Ông cũng nhiều lần đoán đúng việc tương lai nên càng được vua Ngụy tin tưởng. Đến năm 415, nhân hậu cung có hiện tượng bất thường, Thôi Hạo dự đoán rằng nước khác sắp cống công chúa vào cung. Quả nhiên trong năm đó, vua Hậu Tần là Diêu Hưng gả công chúa sang Ngụy.
Năm 415, Bắc Ngụy mất mùa, dân chúng gặp cảnh đói kém Thái sử lệnh Vương Lượng cùng công chúa Hoa Âm dâng thư cho rằng Bắc Ngụy đương trong thời thịnh thế mà lại gặp tai ương là điềm bất tường, khuyên Thái Tông dời đô từ Bình Thành đến đất Nghiệp Thành. Thôi Hạo cùng đại thần Chu Đạm đều dâng sớ cho rằng việc dời đô không phải là kế lâu dài vì người dân Tiên Ti quen sống ở sa mạc phía bắc, dời đô sẽ khiến nhiều người Tiên Ti phải di dời theo, sẽ gây việc không hợp thủy thổ dẫn đến bệnh dịch và nạn đói, do đó nên giữ đô thành ở phương bắc để phòng bị trước việc biến loạn có thể xảy ra do người Hán vẫn không phục người Tiên Ti. Điều này hợp ý với Bắc Ngụy Minh Nguyên Đế nên được Tông khen ngợi.
Năm 417, trên trời xuất hiện dị tượng, tỏ điềm báo sắp có một quốc gia sắp diệt vong. Bắc Ngụy Minh Nguyên Đế lo sợ điềm báo này sẽ ứng vào Bắc Ngụy nên rất lo lắng. Nhưng Thôi Hạo trấn an Minh Nguyên Đế và cho rằng bị diệt vong sẽ là Hậu Tần ở Quan Trung. Quả nhiên cùng năm đó, quyền thần nhà Tấn là Lưu Dụ bắc phạt diệt Tần. Từ thời điểm này, các đại thần trong triều đều phải khâm phục tài chiêm tinh của Thôi Hạo..
Tháng 3 năm 417, Lưu Dụ soái thủy quân từ Hoài, Tứ vào Thanh Hà, sắp ngược dòng Hoàng Hà tây tiến. sau đó đích thân còn mình soái chủ lực tiếp tục tây tiến; Thôi Hạo dâng thư cho rằng Hậu Tần diệt vong là khó tránh khỏi, còn quân đội Bắc Ngụy vẫn chưa đủ thực lực cho cuộc chiến với Đông Tấn; Minh Nguyên đế đồng ý nhưng cũng cho rằng vừa phải đề phòng quân Tấn lấn đất như trường hợp Hoạt Đài, vừa phải hư trương thanh thế tránh tiếng xấu không cứu Tần nên sai 10 vạn quân đánh phá quấy nhiễu thủy quân Đông Tấn để ngăn họ lên bờ bắc. Tuy nhiên cuối cùng Lưu Dụ vẫn đẩy lui quân Bắc Ngụy rồi chiếm được Trường An, diệt Hậu Tần. Mấy ngàn quân Bắc Ngụy bị giết khiến vua Ngụy hối tiếc vì quyết định này. Cũng trong năm đó, dị tượng lại xuất hiện và Thôi Hạo dự đoán Đông Tấn là nước sẽ bị diệt vong tiếp tục. Kết quả là năm 420, Lưu Dụ chính thức cướp ngôi nhà Tấn, lập ra nhà Tống ở phía nam..

### Nắm giữ quyền lực
Năm 419, Thôi Hoành qua đời, Thôi Hạo được kế tập tước vị Bạch Mã công của cha.
Năm 422, Ngụy Thái Tông do uống nhiều đan dược để mong được trường sinh, kết quả phát bệnh nặng khi mới 35 tuổi. Sợ không qua khỏi, Thái Tông hỏi Thôi Hạo về hậu sự sau khi mình mất. Thôi Hạo trấn an rằng Minh Nguyên Đế sẽ khỏi bệnh, nhưng cũng khuyên vua nên trao bớt quyền lực cho hoàng tử trưởng Thái Bình vương Thác Bạt Đảo để yên tâm dưỡng bệnh. Đại tướng Bạt Bạt Tung cũng đồng ý việc này. Minh Nguyên Đê bèn phong Đảo làm thái tử và giao quyền giám quốc. Từ đó, thái tử Đảo nắm quyền trong nước, còn Đế chỉ quyết định những công việc quan trọng.
Năm 422 ở phía nam, vua Tống Vũ Đế Lưu Dụ cũng mất. Bắc Ngụy Minh Nguyên Đế muốn thừa cơ đánh Tống, còn Thôi Hạo lại can rằng nhà Tống khó có thể chinh phục. Tuy nhiên Minh Nguyên Đế không nghe, mà vẫn xuất binh. Nhưng lần này Bắc Ngụy lại giành chiến thắng, chiếm nhiều đất đai ở phía bắc sông Hoàng Hà dù không đạt được mục tiêu là diệt Lưu Tống.
Sang năm 423, Bắc Ngụy Minh Nguyên Đế chết, thái tử Đảo nối ngôi, tức Bắc Ngụy Thái Vũ Đế. Các đại thần ghen ghét Thôi Hạo nhân việc này mà gièm pha ông. Trước sức ép của triều đình, Bắc Ngụy Thái Vũ Đế đành cho ông từ quan và giáng tước công của ông. Tuy nhiên Thế Tổ vẫn biết Thôi Hạo là người khôn ngoan và thông minh, do vẫn thường đến thăm và trao đổi việc triều chính với ông. Còn ông thì dành nhiều thời gian chăm sóc cho làn da của mình, đến nỗi không bao lâu sao, nước da của ông đã trắng giống như phụ nữ. Ông cũng tự tin rằng sự thông minh của mình hơn hẳn mưu thần nhà Hán là Trương Lương.

### Tái xuất triều đình
Thôi Hạo xem thường những học giả thời Chiến Quốc như Trang Tử, đồng thời căm ghét Phật giáo vì cho rằng đó là tôn giáo của bọn man rợ.
Sang năm 426, Thôi Hạo được phong làm Đông quận công và bắt đầu trở lại triều chính, sau đó lại được phong Thái thường khanh. Cùng năm, Bắc Ngụy Thái Vũ Đế bắt đầu chiến dịch thống nhất miền bắc, muốn tấn công vào Hạ quốc. Quần thần cho rằng khó thành công, nhưng theo ý của Thôi Hạo thì chính trị nước Hạ bạo ngược, lòng dân không hướng về thì việc công đánh sẽ dễ dàng. Thế Tổ bèn sai Đạt Hề Cân đánh Hạ, công đánh và chiếm được kinh đô nước Hạ là Thống Vạn năm 427, buộc nước Hạ thiên đô về An Định.
Dưới thời Ngụy Thái tổ đã ra lệnh cho Thượng thư lang Đặng Uyên biên soạn quốc sử gồm 10 quyển viết về lịch sử của tổ tiên Bắc Ngụy. Đến năm 429, Thế Tổ lại tiếp tục biên soạn quốc ký, giao việc này cho Thôi Hạo cùng em là Thôi Lãm và Cao Đảng, Đặng Dĩnh, Triều Kế, Hoàng Phụ... tiếp tục biên soạn quốc thư gồm hơn 30 quyển nữa. Nhiều người cho rằng sự việc này là nguyên nhân dẫn đến cái chết bi thảm của ông 20 năm sau.

### Ngày càng được tin tưởng
Cùng năm 429, triều đình muốn đánh Nhu Nhiên, nhiều đại thần phản đối, đến Bảo thái hậu cũng lựa lời khuyên ngăn Thái Vũ Đế. Ý kiến của Thôi Hạo lại khác các đại thần còn lại, ông khuyên Thế Tổ cứ tấn công Nhu Nhiên. Thượng thư lệnh Lưu Khiết, Tả bộc xạ An Nguyên dẫn đầu quần thần phản đối. Bắc Ngụy Thái Vũ Đế không quyết đoán được, bèn triệu Thôi Hạo và Hoàng môn thị lang Trương Uyên đến đối lý với nhau. Cuối cùng Trương Uyên đuối lý, Thái Vũ Đế chấp nhận phát quân đánh Nhu Nhiên, thu được nhiều của cải và thú vật, song không thể tiến sâu vào lãnh thổ Nhu Nhiên.
Thôi Hạo có thói quen vào đêm tối thường ra xem thiên văn để có thể phạt hiện và dự đoán việc tương lai khi có dị tượng xảy ra, đồng thời chuẩn bị kim ngân đồng và dùng nó như cây bút để viết về các dị tượng này. Bắc Ngụy Thái Vũ Đế biết được nên thường đến nhà ông vào buổi tối để hỏi thăm và thường ăn tối trong nhà của ông. Thái Vũ Đế đánh giá về Thôi Hạo tuy là người yếu ớt nhưng lại hữu dụng hơn cả chục vạn quân.
Năm 430, Lưu Tống Văn Đế chuẩn bị tấn công Bắc Ngụy, Thái Vũ Đế muốn thừa cớ đánh trả rồi phản công trở lại, nhưng Thôi Hạo phản đối vì cho rằng nếu để chiến sự kéo dài thì nhà Tống có thể thừa có vượt Hoàng Hà và đe dọa đến sự tồn tại của Bắc Ngụy. Ông đề xuất nên để quân Tống tấn công trước và tạm lui để nhường phía nam Hoàng Hà lại cho họ và đợi đến mùa đông khi quân Tống không chịu được thời tiết lạnh giá, Bắc Ngụy sẽ phản công. Quả nhiên quân Ngụy đại phá quân Tống vào năm 431.
Không lâu sau, Thôi Hạo được thăng làm gia Thị trung, Phủ quân đại tướng quân và được thưởng vì công trạng đóng góp quyết sách đúng đắn trong lần đánh Nhu Nhiên. Vào cuối năm 431, Thôi Hạo ra lệnh truy xét tổ tiên của các quan lại trong triều để tính việc bổ dụng, khiến cho nhiều người xuất thân hèn kém oán trách. Cùng năm, theo lệnh của Ngụy Thế Tổ, ông sửa lại bộ luật của triều Bắc Ngụy theo hướng khoan dung hơn. Sử sách ghi lại một số điều luật của ông bổ sung vào như sau:
- Những kẻ dùng yêu thuật hãm hại người khác sẽ bị trói vào một con dê và một con chó rồi cho ném xuống sông.
- Đàn bà có thai nếu bị xử tử thì được miễn cho đến khi con được 100 ngày.
- Mỗi phủ huyện đặt một cái trống ở cổng trước, người dân nếu có oan tình thì sẽ đánh trống để được xét xử.

...
Năm 439, Thái Vũ Đế quyết định tấn công Bắc Lương để hoàn thành việc thống nhất phương bắc. Quyết định này bị số đông đại thần phản đối nhưng lại được Hạo ủng hộ. Không lâu sau quân Ngụy diệt xong Bắc Lương, thống nhất miền bắc.

### Cái chết
Trong lúc này quan hệ giữa Thôi Hạo và thái tử Thác Bạt Hoảng ngày một căng thẳng. Thôi Hạo vốn theo Đạo, ghét Phật nên thúc giục Thái Vũ Đế cũng coi trong Đạo giáo và xây cung Tĩnh Luân cao ngất để cúng thần thánh vào năm 442. Thái tử Hoảng vốn theo đạo Phật, cực kì phản đối vì đây là một việc làm rất tốn kém, nhưng Thái Vũ Đế không nghe.
Năm 444, Bắc Ngụy Thái Vũ Đế giao cho thái tử Hoảng giám quốc, và giao cho Thôi Hạo phò tá thái tử. Tuy nhiên mối quan hệ giữa hai người ngày một xấu đi.
Năm 446,, Cái Ngô làm phản ở Quan Trung, Thế Tổ đưa quân dẹp loạn, và tìm thấy nhiều vũ khí trong các ngôi chùa vùng này. Theo sự xúi giục của Thôi Hạo, vốn ghét đạo Phật, Thế Tổ tin rằng các nhà sư muốn chống lại mình, nên đã ra lệnh giết hết các nhà sư ở Trường An và ra lệnh bãi bỏ Phật giáo, đập bỏ tượng Phật, đốt kinh Phật. Đây là họa đầu tiên trong Họa Tam Vũ ở Trung Hoa.
Năm 447, nghe tin vua Bắc Lương đã bị phế là Thư Cừ Mục Kiền có kế hoạch nổi loạn, Thái Vũ Đế cử Thôi Hạo đến chỗ ông ta và ban chết cho Thư Cừ Mục Kiền.
Về cái chết của Thôi Hạo, sách Ngụy thư, quyển sách đáng tin cậy nhất về lịch sử thời Bắc Ngụy, ghi chép rằng:
Tháng 6 năm Chân Quân thứ 11 (450) tru Hạo, họ Thôi ở Thanh Hà, họ Lư ở Phạm Dương, họ Quách ở Thái Nguyên, họ Liễu ở Hà Đông, là thân nhân với Hạo, nên bị giết hết cả tộc.
Và chỉ cho biết rằng lý do của cái chết này là Thôi Hạo đã kể lại hết quốc sự của Bắc Ngụy. Các sử gia về sau có nhiều ý kiến cho cái chết của ông, nhưng giả thuyết của nhà sử học Bá Dương được nhiều ý kiến đồng tình là Thôi Hạo đã nói ra sự thực về việc Bắc Ngụy Thái Tổ đã từng giết cha để giữ mạng lúc nước Đại bị Tiền Tần xâm lược. Sự thực thì Ngụy thư chép rằng Ngụy Thái Tổ là cháu nội của Thác Bạt Thập Dực Kiền, vua nước Đại thời Ngũ Hồ. Sau khi Đại bị Tiền Tần xâm lược, Thập Dực Kiền bị con là Thật Quân giết chết. Ngụy Thái Tổ về sau trung hưng nước Đại và đổi quốc hiệu là Ngụy. Tuy nhiên cũng có ý kiến cho rằng Thái Tổ là con của Thập Dực Kiền và đã phản cha để đầu hàng Tiền Tần.
Khi Thôi Hạo bị dẫn đến trước mặt Ngụy Thái Vũ Đế và bị chất vấn, ông sợ hãi đến nỗi không nói được gì. Điều này dấy lên ý kiến nghi ngờ có thể Thôi Hạo đã bị cho uống thuốc câm trước khi ra công đường. Khi sắp bị xử tử, ông bị nhốt trong một cái cũi và bị bọn quân lính tiểu vào mặt, sau đó bị trưng ra giữa đường thị uy với người dân, ông cũng chỉ hô lên được vài tiếng không rõ ràng. Đây dường như có sự âm mưu của thái tử Thác Bạt Hoảng và đây cũng là bí mật chính trị lớn nhất dưới thời Bắc Ngụy. Mãi đến sau này, Ngụy Thế Tổ lại hối hận về quyết định này của mình. Dĩ nhiên, những gì Thôi Hạo viết trong quốc sử đều bị bỏ đi tất cả.

## Đánh giá
Sách Ngụy thư có nhận xét về Thôi Hạo: là người tài nghệ thông bác, tính được thiên văn, lại có thể trù định chính sự, có phong thái giống như Tử Phòng. Ông ta giúp Ngụy Thái Tông quản lý chính sự, trung hưng Bắc Ngụy, giúp Ngụy Thể Tổ kinh doanh thiên hạ,... Tuy nhiên mưu tuy là cái thế, uy thế lên cao át chủ, cuối cùng thân cũng không bảo toàn được.